# Utopia (album Travisa Scotta)
Utopia – czwarty album studyjny amerykańskiego rapera Travisa Scotta. Został wydany 28 lipca 2023 roku poprzez wytwórnie muzyczne Cactus Jack Records i Epic Records. Album zawiera gościnne wokale 21 Savage, Bad Bunny, Beyoncé, Bon Iver, Drake, Dave Chappelle, Future, James Blake, KayCyy, Kid Cudi, Playboi Carti, Rob49, Sampha, Sheck Wes, SZA, Teezo Touchdown, The Weeknd, Westside Gunn, Young Thug i Yung Lean. W fizycznej wersji albumu gościnnie wystąpili Lil Uzi Vert i Sheck Wes. Wśród producentów znajdują się między innymi Travis Scott, James Blake, WondaGurl, Kanye West, Allen Ritter, Guy-Manuel de Homem-Christo, Wheezy, Pharrell Williams, Buddy Ross, Vegyn, 30 Roc, Jahaan Sweet, Boi-1da, Vinylz, Tay Keith, BNYX, OZ, The Alchemist, Dom Maker, Illangelo, DVLP, i Metro Boomin. Album jest następcą Astroworld (2018), a także JackBoys (2019), jego albumu kompilacyjnego, który został wydany we współpracy z Cactus Jack.
Płyta koncepcyjna, której towarzyszy film Circus Maximus, jest pierwszym wizualnym albumem Scotta. Album posiada jedną główną okładkę albumu oraz cztery alternatywne okładki z różnymi wersjami każdej z nich, które Travis udostępnił na swoim portalu społecznościowych Instagram.
Utopia podzieliła recenzentów. Niektórzy chwalili jego atrakcyjność i produkcję, podczas gdy inni krytykowali brak spójności i zbytnie powiązanie z dziełami Kanye Westa. Płyta zadebiutowała na szczycie listy Billboard 200, sprzedając się w nakładzie 496 000 jednostek odpowiadających sprzedaży albumu, z czego 252 000 stanowiła sprzedaż samych albumów. Wszystkie 19 piosenek z albumu zadebiutowało na liście Billboard Hot 100, dzięki czemu Scott został 15. artystą w historii listy, który w swojej karierze miał na swoim koncie ponad 100 piosenek. Pod względem komercyjnym album stał się pierwszym albumem Scotta, który dotarł na pierwsze miejsce list przebojów w Wielkiej Brytanii, docierając również na szczyty list przebojów w Australii, Kanadzie, Irlandii, Włoszech, Holandii, Nowej Zelandii, Norwegii i Szwecji. Album promowało pięć singli: „K-pop”, „Delresto (Echoes)”, „Meltdown”, „I Know ?" oraz "Fein".
Płyta uzyskała w Polsce certyfikat potrójnie platynowej płyty, a w Stanach Zjednoczonych podwójnie platynowej płyty.

## Wydanie i promocja albumu
8 lipca 2020 roku Scott po raz pierwszy ujawnił tytuł albumu, kiedy opublikował zdjęcie na Instagramie z jego nazwą, która później okazała się tytułem. 3 sierpnia 2020 roku dalej zapowiadał tytuł albumu w liście z podziękowaniami dla fanów z okazji drugiej rocznicy jego trzeciego albumu studyjnego, Astroworld (2018).
Nagrywanie albumu rozpoczęło się w 2019 roku kiedy Scott publikował aktualizacje sesji nagraniowych w mediach społecznościowych. W wywiadzie dla i-D z lutego 2021 roku Scott powiedział, że współpracował z nowymi artystami, próbując rozszerzyć swoje brzmienie i tworzyć piosenki na własnych utworach instrumentalnych, które stworzył. W maju 2021 roku producent muzyczny Mike Dean stwierdził, że Scott nagrywa muzykę dla Utopii podobną do pochodzącej ze swojego debiutanckiego mixtape'u, Owl Pharaoh (2013). Dla wywiadu z Women’s Wear Daily w czerwcu 2021 roku opisał brzmienie albumu Utopia, mówiąc, że "jest w nowej fazie albumów, który jest jak rock psychodeliczny".
Od grudnia 2021 roku Travis zapowiadał swój nowy album poprzez swoje portale społecznościowe. 2 sierpnia 2022 roku Scott ogłosił tygodniową rezydencję w klubie Zouk Nightclub w Las Vegas nazwaną Road to Utopia która trwała od 17 do 24 września. W grudniu 2021, krążyły plotki, że album oraz światowa trasa koncertowa jest zaplanowana na początek 2023 roku.
W maju 2023 roku w Internecie pojawiły się zdjęcia Jacques’a w niewydanych butach Air Jordan 1 Low z przypuszczalnym logiem Utopia oraz jego ochroniarza trzymającego teczkę w napisem "Utopia". 15 czerwca 2023 roku Scott opuszczał Abby Road Studios ze swoimi ochroniarzami, odtwarzając kultową okładkę jedenastego studyjnego albumu Beatelsów – Abbey Road (1969). 27 czerwca Scott zaktualizował swoją stronę internetową o logo Utopii oraz link do przedsprzedaży ukryty w kodzie strony. Wkrótce potem, na terenie Los Angeles zaczęły pojawiać się nowe billboardy Utopii, na których można było zobaczyć zegar i kłódkę, co wywołało spekulacje fanów, że premiera odbędzie się 21 lipca 2023 roku. 9 lipca 2023 roku Scott udostępnił filmy powiązane z Utopią w mediach społecznościowych, w tym jeden, w którym można zobaczyć, jak pracuje nad projektem z Rickiem Rubinem. W tym samym dniu, Travis udostępnił na swoim portalu społecznościowym Instagram zapowiedź występu na żywo 28 lipca przed starożytnymi piramidami w Gizie w Egipcie oraz ponownie zaktualizował swoją stronę internetową, aby udostępnić bilety na to wydarzenie, linki do przedpłat albumu, płyt CD, płyt winylowych oraz produktów związanych z jego twórczością. 21 lipca Scott i jego DJ, Chase B, pojawili się w iHeartRadio, aby promować wcześniej wydany singiel "K-pop", a także zaprezentować fragmenty jeszcze wtedy niewydanego utworu "God’s Country".
22 lipca  podczas swojego występu jako headliner na festiwalu Rolling Loud w Miami, na Florydzie, Scott powiedział, że ten występ będzie ostatnim, kiedy wykonuje utwory z ery Astroworld, i że album Utopia zostanie wydany wraz z filmem o nazwie Circus Maximus sześć dni później. 25 lipca Scott udostępnił na X oficjalną datę premiery albumu Utopia jako 28 lipca 2023 roku, a także ujawnił zwiastun filmu Circus Maximus, który miał premierę w kinach AMC Theatres dzień przed premierą albumu. Następnego dnia, totemy Utopii zostały znalezione w Utopii, w Teksasie, które grały dźwięk podobny do syren.

## Występy na żywo
9 lipca 2023 roku Scott ogłosił wydarzenie związane z premierą albumu Utopia, które miało być transmitowane na żywo z Piramid w Gizie 28 lipca.

17 lipca 2023 roku zaczęły krążyć plotki, że Syndykat Muzyków Egiptu wydał oświadczenie, w którym twierdzono, że ze względu na "informacje o osobliwych rytuałach wykonywanych przez gwiazdę podczas jego występu, sprzecznych z naszymi autentycznymi wartościami społecznymi i tradycjami, prezydent i zarząd Syndykatu postanowili anulować wydane zezwolenie na organizację tego typu koncertu, który stoi w sprzeczności z kulturowym tożsamością egipskiego narodu". Jednak menedżer Scotta, David Stormberg, potwierdził, że artykuły informujące o odwołaniu koncertu były fałszywe. Firma Live Nation, organizator koncertu, także wydała oświadczenie, w którym stwierdzono, że takie artykuły są fałszywe i że koncert będzie się odbywał zgodnie z planem.

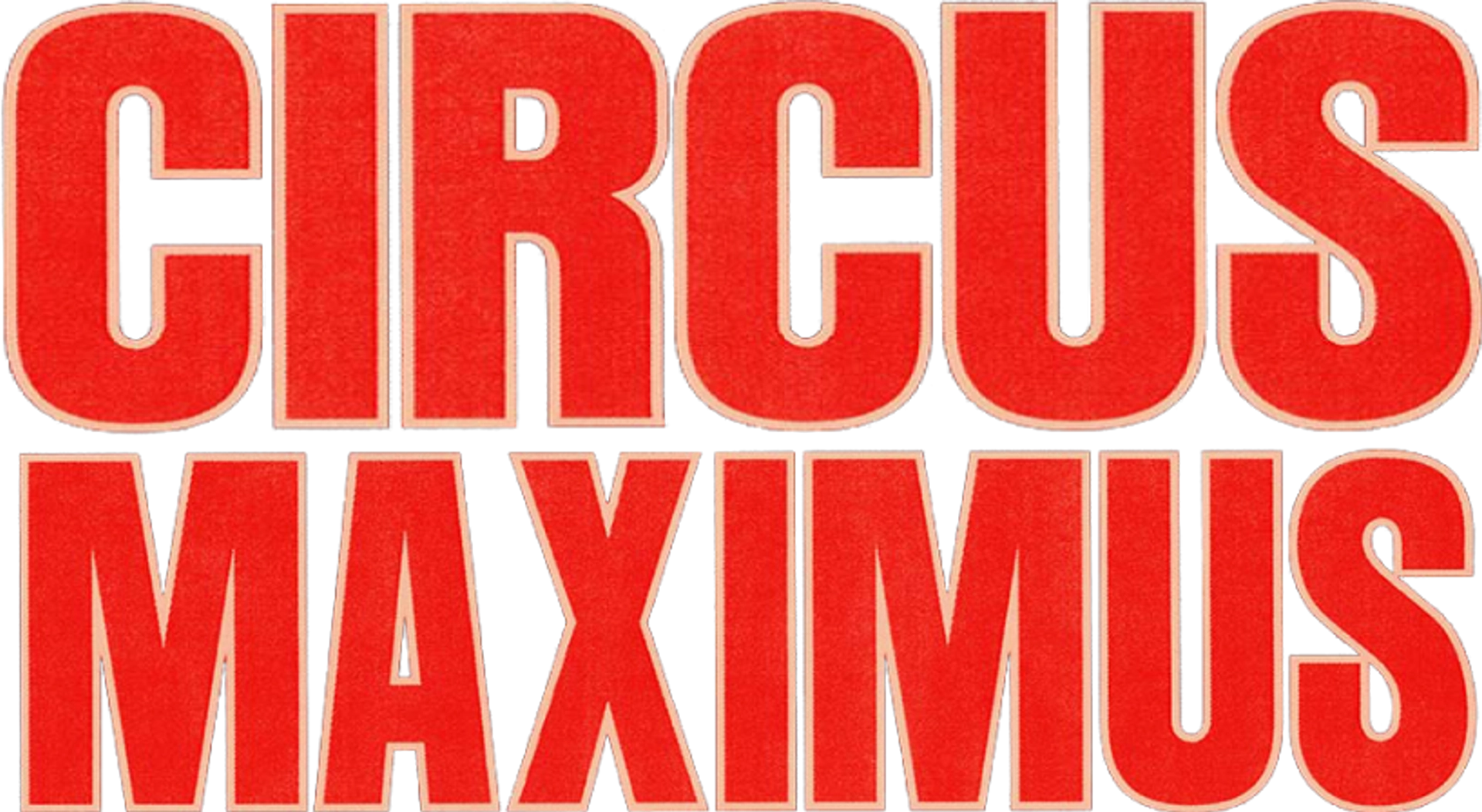
Logotyp używany przy promocji trasy koncertowej Circus Maximus

26 lipca 2023 roku Live Nation Middle East ogłosiło, że impreza premierowa w Piramidach w Gizie zostanie odwołana z powodu problemów z konstrukcją na pustyni, na co Scott odpowiedział serią tweetów, że szuka nowej daty i zorganizuje cztery dodatkowe imprezy związane z odsłuchem albumu Utopia. W dniu premiery albumu Scott ogłosił koncert w Pompejach we Włoszech. 1 sierpnia 2023 roku raper ogłosił Circus Maximus, koncert na Circus Maximus w Rzymie we Włoszech, jako zastępcze wydarzenie dla odwołanego koncertu w "Piramidach w Gizie", które odbyło się 7 sierpnia 2023 roku.

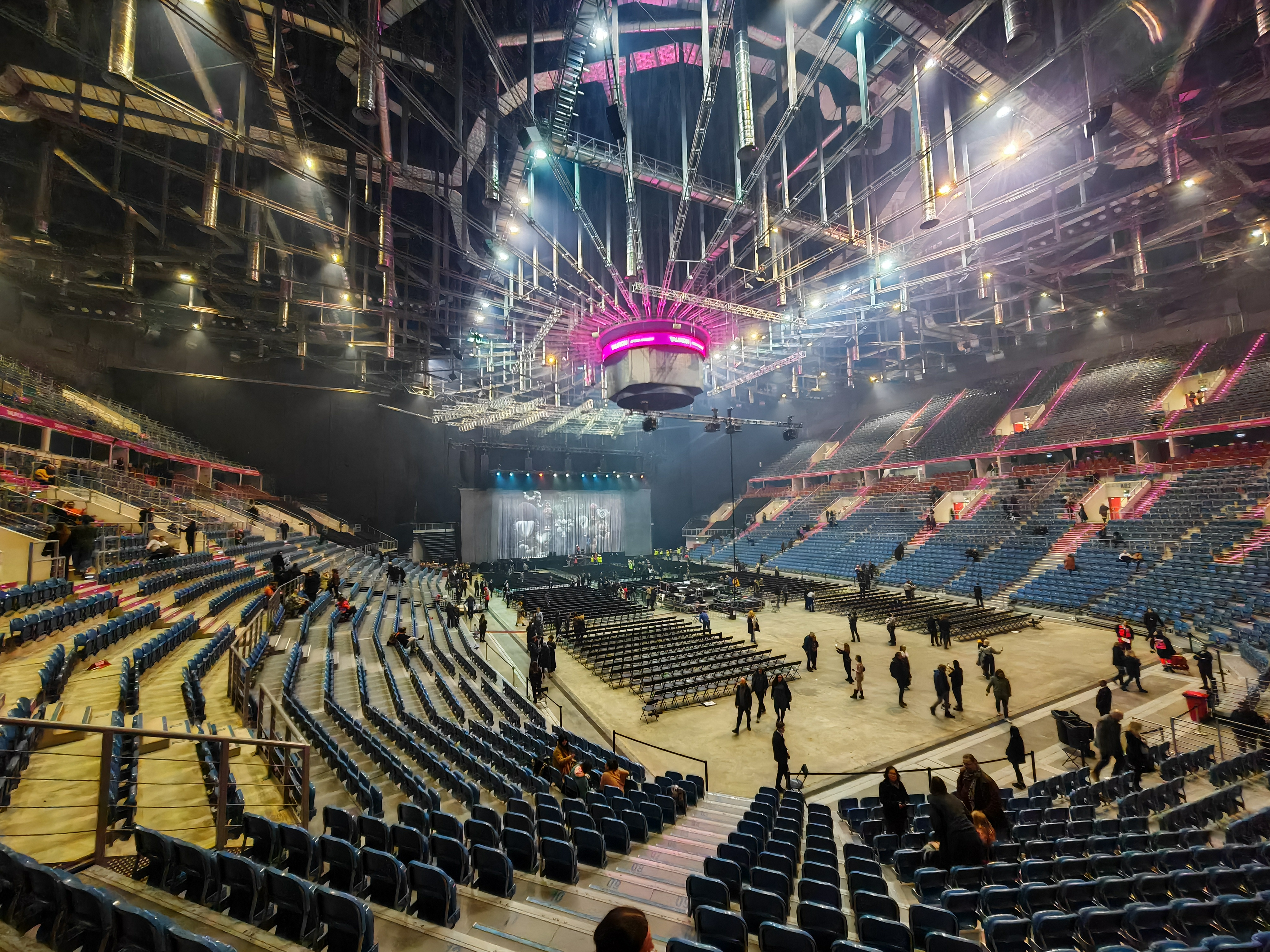
Hala Tauron Arena w której odbył się koncert 2 lipca 2024 roku

8 sierpnia 2023 roku Travis za pomocą swojego portalu społecznościowego Instagram ogłosił światową trasę koncertową Circus Maximus Tour (też przedstawianą jako Utopia Tour Presents Circus Maximus) po Stanach Zjednoczonych oraz Europie, a 30 sierpnia nastąpiła sprzedaż biletów na pierwszą część trasy. Pierwsza część obejmowała 28 miast Stanów Zjednoczonych oraz Kanady. Rozpoczęła się 11 października 2023 roku w Spectrum Center w Charlotte i zakończyła 29 grudnia 2023 roku w Scotiabank Arena w Toronto. Po ogromnym sukcesie trasy, 5 listopada 2024 roku Jacques zapowiedział drugą część trasy koncertowej Circus Maximus po Stanach Zjednoczonych, a 7 maja 2024 roku oficjalnie ogłoszono trasę po Europie. Jednym z przystanków trasy była Tauron Arena w Krakowie, a koncert miał miejsce 2 lipca 2024 roku.
22 lipca 2024 roku Jacques za pośrednictwem swojego portalu społecznościowego Instagram ogłosił trasę koncertową Circus Maximus Tour po Ameryce Południowej i Australii, a 23 lipca 2024 roku poinformował o nadchodzącym koncercie na MetLife Stadium, stadionie drużyn New York Giants i New York Jets, w New Jersey.

## Odbiór
| Oceny łączne      | Oceny łączne |
| Publikacja        | Ocena        |
| ----------------- | ------------ |
| Album of the Year | 69/100       |
| AnyDecentMusic?   | 6.2/10       |
| Metacritic        | 66/100       |
| Recenzje          |              |
| Publikacja        | Ocena        |
| AllMusic          | [ 48 ]       |
| Clash             | 9/10         |
| The Guardian      | [ 50 ]       |
| HipHopDX          | 2.4/5        |
| laut.de           | [ 52 ]       |
| musicOMH          | [ 53 ]       |
| NME               | [ 54 ]       |
| Paste             | 6.8/10       |
| Pitchfork         | 5.7/10       |
| Slant Magazine    | [ 57 ]       |
| Sputnikmusic      | 4.0/5        |

Na Metacritic, gdzie oceny z różnych publikacji są przeliczane na znormalizowaną skalę od 0 do 100, album Utopia otrzymał średnią wynoszącą 67 na 100 na podstawie 13 recenzji, co wskazuje na „ogólnie pozytywny” odbiór.
Robin Murray z Clash ocenił album na 9 na 10 punktów, doceniając go za „odwagę, brawurę i nieustanne łamanie zasad", pisząc, że „Utopia nie jest budowana na przechwałkach - jest tu poczucie ewolucji, głos, który walczy z barierami, jakie wznosimy w naszym życiu”.
Nathan Evans z NME skomentował wpływ Kanye Westa na ten projekt, pisząc, że „Scott powraca do gigantycznego cienia swojego mentora. [West] to nie tylko inspiracja, ale zjawa, która góruje nad tożsamością Scotta na tym albumie”.

### Wyniki komercyjne
W Stanach Zjednoczonych Utopia zadebiutowała na pierwszym miejscu listy Billboard 200, sprzedając się w nakładzie 496 000 jednostek odpowiadających sprzedaży albumu (w tym 252 000 sprzedanych egzemplarzy albumu) w pierwszym tygodniu. Był to czwarty album Scotta, który znalazł się na szczycie listy przebojów i trzeci, za który został uznany. Łączna liczba odtworzeń utworów z albumu na żądanie wyniosła 330,68 mln. Wszystkie 19 piosenek z albumu zadebiutowało na liście Billboard Hot 100, dzięki czemu Scott został 15. artystą w historii tej listy, który w swojej karierze miał na swoim koncie ponad 100 piosenek.
W Wielkiej Brytanii Utopia zadebiutowała na pierwszym miejscu listy UK Albums Chart, stając się pierwszym albumem Scotta, któremu udało się to osiągnąć. Album ten uzyskał także największy tydzień streamingu w 2023 roku w kraju. Album znalazł się również na szczycie irlandzkiej listy przebojów.  W Australii Utopia stała się drugim albumem studyjnym Scotta, która zadebiutowała na pierwszym miejscu listy ARIA Albums Chart, po Astroworld (2018). Dodatkowo osiemnaście utworów z albumu zadebiutowało na liście przebojów ARIA Singles Chart, w tym „Meltdown” na szóstym miejscu. W Polsce Utopia zadebiutowała na szczycie listy OLiS, utrzymując się od premiery w pierwszej 40.

## Lista utworów
| Nr  | Tytuł utworu                                             | Twórcy | Producenci                                                                            | Długość |
| --- | -------------------------------------------------------- | --- | ------------------------------------------------------------------------------------- | ------- |
| 1.  | „HYAENA”                                                 | Jacques Webster II, Ebony Oshunrinde, Noah Goldstein, Michael Dean, George Clinton, Edward Hazel, Derek Shulman, Ray Shulman, Kerry Minnear, Andrew Shallcross | Travis Scott, WondaGurl, Noah Goldstein, Michael Dean                                 | 3:42    |
| 2.  | „THANK GOD” (featuring KayCyy)                           | Mark Mbogo, Kanye West, Allen Ritter, Michael Mulé, Isaac De Boni, Ebony Oshunrinde, Jahmal Gwin                                                               | Travis Scott, Kanye West, Allen Ritter, FnZ, WondaGurl, BoogzDaBeast                  | 3:04    |
| 3.  | „MODERN JAM” (featuring Teezo Touchdown)                 | Travis Scott, Teezo Touchdown, Guy-Manuel de Homem-Christo, Michael Dean                                                                                       | Travis Scott, Hit-Boy, OZ, Tay Keith, Cubeatz, Chahayed, Michael Dean                 | 4:15    |
| 4.  | „MY EYES” (featuring Bon Iver & Sampha)                  | Travis Scott, Sampha Sisay, Justin Vernon, Wesley Glass, Josiah Sherman, Joseph Thornalley, Ebony Oshunrinde, Dua                                              | Travis Scott, Vernon, Wheezy, Buddy Ross, Vegyn, WondaGurl                            | 4:11    |
| 5.  | „GOD'S COUNTRY”                                          | Travis Scott, Kanye West, Samuel Gloade, Dylan Cleary-Krell,                                                                                                   | Travis Scott, J Beatzz, Michael Dean, Cubeatz                                         | 2:07    |
| 6.  | „SIRENS”                                                 | Travis Scott, Jahaan Sweet, Keith Kabwe, Isaac Mpofu, John Fannon, Noah Goldstein, Josiah Sherman                                                              | Travis Scott, Noah Goldstein, Buddy Ross, Vegyn, WondaGurl, E*vax                     | 3:24    |
| 7.  | „MELTDOWN” (featuring Drake)                             | Travis Scott, Drake, Matthew Samuels, Anderson Hernandez, Tay Keith, Benjamin Saint-Fort, Scotty Coleman                                                       | Matthew Samuels, Anderson Hernandez, Tay Keith, BNYX, Scotty Coleman, Skeleton Cartie | 4:06    |
| 8.  | „FE!N” (featuring Playboi Carti & Sheck Wes)             | Travis Scott, Jordan Carter, Khadimou Fall, Jahaan Sweet | Travis Scott, Jahaan Sweet                                                            | 3:11    |
| 9.  | „Delresto (Echoes)” (by Travis Scott & Beyoncé)          | Travis Scott, Beyoncé, Justin Vernon, James Blake, Hit-Boy, Michael Dean, Allen Ritter                                                                         | Travis Scott, Beyoncé, Hit-Boy, Michael Dean, Allen Ritter                            | 4:34    |
| 10. | „I KNOW ?”                                               | Travis Scott, Ozan Yildirim, Scotty Coleman, Buddy Ross, Kobe Hood                                                                                             | Travis Scott, Ozan Yildirim, Scotty Coleman, Buddy Ross                               | 3:31    |
| 11. | „TOPIA TWINS” (featuring 21 Savage & Rob49)              | Travis Scott, Robert Thomas, Shéyaa Bin Abraham-Joseph, Wesley Glass, Oliver Rodigan                                                                           | Travis Scott, Wesley Glass, Cadenza, Dez Wright                                       | 3:43    |
| 12. | „CIRCUS MAXIMUS” (featuring The Weeknd)                  | Travis Scott, Abel Tesfaye, Khalif Brown, Noah Goldstein, Jahaan Sweet, Michael Dean                                                                           | Travis Scott, Noah Goldstein, Jahaan Sweet, Michael Dean, WondaGurl                   | 4:18    |
| 13. | „PARASIL” (featuring Yung Lean)                          | Travis Scott, Jonatan Håstad, David Chappelle, Jahaan Sweet, Noah Goldstein, Buddy Ross, Joseph Thornalley, Anthony Ruiz                                       | Travis Scott, Jahaan Sweet, Noah Goldstein, Buddy Ross, Vegyn, Athros                 | 2:34    |
| 14. | „SKITZO” (featuring Young Thug)                          | Travis Scott, Jeffery Williams, India Simpson, Ebony Oshunrinde, Douglas Ford, Matthew Samuels, Jahaan Sweet                                                   | Matthew Samuels, Jahaan Sweet                                                         | 6:06    |
| 15. | „LOST FOREVER” (featuring James Blake & Westside Gunn)   | Travis Scott, James Litherland, Alan Maman, Dominic Maker, Douglas Ford                                                                                        | Travis Scott, James Blake, The Alchemist, Dominic Maker                               | 2:43    |
| 16. | „LOOOVE” (featuring Kid Cudi)                            | Travis Scott, Scott Mescudi, Pharrell Williams | Travis Scott, Pharrell Williams, Buddy Ross                                           | 3:46    |
| 17. | „K-POP”                                                  | Travis Scott, Benito Ocasio, Abel Tesfaye, Carlo Montagnese, Benjamin Saint-Fort, Matthew Samuels, Jahaan Sweet, Bigram Zayas (DVLP)                           | Carlo Montagnese, BNYX, Boi-1da, Jahaan Sweet, Bigram Zayas (DVLP)                    | 3:05    |
| 18. | „TELEKINESIS” (featuring Future & SZA)                   | Travis Scott, Nayvadius Wilburn, Solána Rowe, Jahmal Gwin, Kanye West, Jahaan Sweet, Nima Jahanbin, Paimon Jahanbin, Edgar Panford, Victory Boyd               | Travis Scott, BoogzDaBeast, Kanye West, Jahaan Sweet, Hudson Mohawke                  | 5:53    |
| 19. | „TIL FURTHER NOTICE” (featuring 21 Savage & James Blake) | Travis Scott, James Litherland, Shéyaa Abraham-Joseph, Leland Wayne                                                                                            | James Blake, Metro Boomin                                                             | 5:14    |
|     |                                                          | |                                                                                       | 1:13:27 |

Nota
1. 1 2 3 4 5 6 7 8 9 10 11 12 13 14 15 16 17 18 19 20 21 22 23 24   oznacza producenta dodatkowego
2. 1 2 3   oznacza współproducenta

- „Thank God” zawiera niewymienione w napisach dodatkowe wokale KayCyy[64] i Stormi Webster[65]
- „My Eyes” zawiera niewymienione w napisach dodatkowe wokale Samphy[66] i Justina Vernona[66]
- „Sirens” zawiera niewymienione w napisach dodatkowe wokale Drake’a[67]
- „Delresto (Echoes)” zawiera niewymienione w napisach dodatkowe wokale Justina Vernona[67]
- Pierwsze wersje albumu na winylu i CD zawierały „Aye”, pochodzący z trzeciego albumu studyjnego Lil Uzi Verta, Pink Tape (2023), zamiast „Meltdown”; nie zawierał wokalu Drake’a w „Sirens” i zawiera główny wokal Sheck Wesa w „Fein”.
- Imiona artystów na albumie były początkowo ukryte w serwisach streamingowych, ale zostały wymienione cztery dni po jego wydaniu[68].

Użyte sample
- „Hyaena” zawiera próbkę z utworu „Proclamation” autorstwa Dereka Shulmana, Raya Shulmana i Kerry’ego Minneara w wykonaniu Gentle Gianta; a także próbkę z utworu „Maggot Brain” autorstwa George’a Clintona i Edwarda Hazela w wykonaniu Funkadelic[69].
- „Modern Jam” zawiera sample z wczesnej wersji demonstracyjnej utworu „I Am a God”, napisanej i wykonanej przez Kanye Westa[70].
- „My Eyes” zawiera próbkę z utworu „Over There” napisanego przez Amber Bain, Phila Cooka i Justina Vernona, w wykonaniu Japanese House.
- „Sirens” zawiera sample z „Explorer Suite” autorstwa Johna Fannona w wykonaniu New England[71]; oraz sample z „Nsunka Lwendo” autorstwa Keitha Kabwe i Isaaca Mpofu w wykonaniu Amanaza .
- „Circus Maximus” zawiera niewymienione w czołówce sample z utworu „Black Skinhead”, napisanego przez Kanye Westa, Guy-Manuela de Homem-Christo, Thomasa Bangaltera, Cydel Young, Malika Jonesa, Elona Rutberga, Wasalu Jaco, Sakiyę Sandifer, Mike’a Deana i Derricka Watkinsa, a wykonanego przez Kanye Westa. [72]
- W utworze „Parasail” znajdują się niewymienione w opisie sample z utworu „Drug Song”, napisanego i wykonanego przez Dave’a Bixby’ego[73].
- „Skitzo” zawiera sample z utworu „Ready for Love” napisanego przez Indie Simpson i Blue Miller, w wykonaniu Indii Arie.
- W utworze „Lost Forever” znajdują się niewymienione w opisie sample z utworu „Don't Be So Nice”, napisanego i wykonanego przez Chucka Senricka[69].
- „Looove” zawiera niewymienione w czołówce sample z utworu „Numbers on the Boards”, napisanego przez Terrence’a Thorntona, Dona Cannona, Charlesa Njapę, Bunny’ego Siglera, Kanye Westa, Shawna Cartera, Chrisa Martina, Anthony’ego Kinga i Johna Matthewsa, a wykonanego przez Pushę T[74].
- „Telekinesis” zawiera sample z utworu „Arena —- Bpm 83”, napisanego przez Nimę Jahanbina i Paimona Jahanbina, w wykonaniu Wallis Lane.

## Personel
Muzycy
- Travis Scott – wokal
- KayCyy – wokal (ścieżka 2)
- Teezo Touchdown – wokal (ścieżka 3)
- Sampha – wokal (ścieżka 4)
- Sheck Wes – wokal (ścieżka 8)
- Justin Vernon – wokal (utwór 9)
- James Blake – wokal (ścieżka 15)
- Giovanna Moraga – wiolonczela (utwór 18)
- Kaveri Rastegar – flet (ścieżka 18)
- Jenny Takamatsu – skrzypce (ścieżka 18)
- Daphne Chen – skrzypce (ścieżka 18)
- Marta Honer – skrzypce (ścieżka 18)

Techniczni
- Mike Dean – mastering (wszystkie utwory), miksowanie (utwory 1–3, 6, 8, 9, 12, 15, 17)
- Caleb Laven – miksowanie (ścieżka 4), nagrywanie (ścieżki 1–4, 13, 17, 18)
- Derek „206” Anderson – miksowanie (ścieżka 10), nagrywanie (ścieżki 1–3, 5–10, 12, 13, 17, 18)
- Tom Elmhirst – miksowanie (ścieżki 4, 7, 13, 18, 19)
- Manny Marroquin – miksowanie (utwory 5, 10, 11, 14, 16)
- Travis Scott – nagrywanie (ścieżki 1–4, 11, 15, 16)
- Luis Bordeaux – nagranie (ścieżka 3)
- Stuart White – nagranie (ścieżka 9)
- Brandon Harding – nagranie (ścieżka 9)
- Alex Dowidchuk – nagranie (ścieżka 11)
- Josh Smith – nagranie (ścieżka 19)
- Ethan Stevens – nagranie (ścieżka 19)
- Adam Hong – pomoc inżynierska (ścieżki 4, 13, 18, 19)
- Zach Pereyra – pomoc inżynierska (ścieżki 5, 10, 11, 14, 16)
- Trey Station – pomoc inżynieryjna (utwory 5, 10, 11, 14, 16)
- Anthony Vilchis – pomoc inżynierska (utwory 5, 10, 11, 14, 16)
- Liv Painter – pomoc inżynierska (ścieżka 18)

## Notowania
| Notowania (2023)                              | Najwyższa pozycja |
| --------------------------------------------- | ----------------- |
| Australia (ARIA)                              | 1                 |
| Australia Hip Hop/R&B (ARIA)                  | 1                 |
| Austria (Ö3 Austria)                          | 1                 |
| Belgia (Ultratop Flanders)                    | 3                 |
| Belgia (Ultratop Wallonia)                    | 1                 |
| Czechy (ČNS IFPI)                             | 1                 |
| Dania (Album Top 100)                         | 1                 |
| Finlandia (Suomen virallinen lista)           | 1                 |
| Francja (SNEP)                                | 1                 |
| Hiszpania (PROMUSICAE)                        | 2                 |
| Islandia (Plötutíðindi)                       | 1                 |
| Irlandia (OCC)                                | 1                 |
| Japonia (Oricon)                              | 20                |
| Japonia (Billboard Japan)                     | 63                |
| Kanada (Billboard)                            | 1                 |
| Litwa (AGATA)                                 | 2                 |
| Niemcy (Offizielle Top 100)                   | 2                 |
| Norwegia (VG-lista)                           | 1                 |
| Nowa Zelandia (RMNZ)                          | 1                 |
| Polska (OLiS)                                 | 1                 |
| Słowacja (ČNS IFPI)                           | 1                 |
| Szwecja (Sverigetopplistan)                   | 1                 |
| Szwajcaria (Schweizer Hitparade)              | 1                 |
| Węgry (MAHASZ)                                | 1                 |
| Wielka Brytania (OCC)                         | 1                 |
| Wielka Brytania R&B (OCC)                     | 3                 |
| Włochy (FIMI)                                 | 1                 |
| Stany Zjednoczone (Billboard 200)             | 1                 |
| Stany Zjednoczone Hip Hop/R&B (Billboard 200) | 1                 |

| Notowania na koniec roku (2023)               | Pozycja |
| --------------------------------------------- | ------- |
| Australia (ARIA)                              | 34      |
| Austria (Ö3 Austria)                          | 10      |
| Belgia (Ultratop Flanders)                    | 53      |
| Belgia (Ultratop Wallonia)                    | 36      |
| Dania (Album Top 100)                         | 26      |
| Francja (SNEP)                                | 51      |
| Hiszpania (PROMUSICAE)                        | 88      |
| Kanada (Billboard)                            | 16      |
| Niemcy (Offizielle Top 100)                   | 31      |
| Nowa Zelandia (RMNZ)                          | 32      |
| Polska (OLiS)                                 | 32      |
| Szwajcaria (Schweizer Hitparade)              | 2       |
| Węgry (MAHASZ)                                | 11      |
| Wielka Brytania (OCC)                         | 47      |
| Włochy (FIMI)                                 | 22      |
| Stany Zjednoczone (Billboard 200)             | 10      |
| Stany Zjednoczone Hip Hop/R&B (Billboard 200) | 4       |

| Notowania na koniec roku (2024)               | Pozycja |
| --------------------------------------------- | ------- |
| Austria (Ö3 Austria)                          | 4       |
| Belgia (Ultratop Flanders)                    | 20      |
| Belgia (Ultratop Wallonia)                    | 35      |
| Dania (Album Top 100)                         | 26      |
| Kanada (Billboard)                            | 11      |
| Niemcy (Offizielle Top 100)                   | 6       |
| Nowa Zelandia (RMNZ)                          | 15      |
| Szwajcaria (Schweizer Hitparade)              | 6       |
| Wielka Brytania (OCC)                         | 58      |
| Stany Zjednoczone (Billboard 200)             | 16      |
| Stany Zjednoczone Hip Hop/R&B (Billboard 200) | 4       |

## Certyfikaty
| Region                                                             | Certyfikat | Sprzedaż   |
| ------------------------------------------------------------------ | ---------- | ---------- |
| Australia (ARIA)                                                   | Złoto      | 35 000‡    |
| Brazylia (Pro-Música Brasil)                                       | 2× Platyna | 80 000‡    |
| Dania (Album Top 100)                                              | Platyna    | 20 000‡    |
| Francja (SNEP)                                                     | Platyna    | 100 000‡   |
| Hiszpania (PROMUSICAE)                                             | Złoto      | 20 000‡    |
| Kanada (Billboard)                                                 | 3× Platyna | 240 000‡   |
| Niemcy (Offizielle Top 100)                                        | Złoto      | 75 000‡    |
| Nowa Zelandia (RMNZ)                                               | Platyna    | 15 000‡    |
| Polska (OLiS)                                                      | 3× Platyna | 60 000‡    |
| Szwecja (Sverigetopplistan)                                        | Platyna    | 15 000‡    |
| Węgry (MAHASZ)                                                     | 2× Platyna | 8 000‡     |
| Wielka Brytania (OCC)                                              | Złoto      | 100 000‡   |
| Włochy (FIMI)                                                      | 2× Platyna | 100 000‡   |
| Stany Zjednoczone (Billboard 200)                                  | 2× Platyna | 2 000 000‡ |
| ‡ Sprzedaż + dane dot. streamingu oparte wyłącznie na certyfikacji |            |            |